# Козирєв Микола Олександрович
Микола Олександрович Козирєв (рос. Николай Александрович Козырев; 19 серпня (2 вересня) 1908, Санкт-Петербург — 27 лютого 1983, Ленінград) — радянський астроном-астрофізик.

## Життєпис
Народився в Санкт-Петербурзі у дворянській сім'ї. У 1928 закінчив фізико-математичний факультет Ленінградського університету. Після закінчення навчання прийнятий аспірантом в Головну астрономічну обсерваторію СРСР в Пулково.  Працював у Ленінградському інституті інженерів залізничного транспорту. Після закінчення аспірантури (1931) зарахований разом з В.А.Амбарцумяном в штат обсерваторії фахівцем першого розряду.  Паралельно з роботою в обсерваторії читав лекції з теорії відносності в Ленінградському педагогічному інституті.
Через конфлікт з директором 8 березня 1936 був звільнений з Пулковської обсерваторії.
7 листопада 1936 був заарештований, а 25 травня 1937 засуджений у зв'язку з «Пулковською справою» на 10 років тюрми.  До травня 1939 відбував покарання у місті Дмитровськ-Орловський Курської області, потім етапований в Норильлаг НКВД (Норильськ, Дудинка).  З січня 1940 переведений за станом здоров'я на Дудинську мерзлотну станцію, де працював геодезистом, навесні 1940 розконвойований, а в грудні того ж року призначений начальником мерзлотної станції.
25 січня 1941 , нібито за ворожу агітацію серед ув'язнених, засуджений повторно на 10 років позбавлення волі.  Деякі пункти обвинувачення:
- підсудний є прихильником теорії розширення Всесвіту ;
- вважає Єсеніна (можливо, Гумільова) хорошим поетом, а Дунаєвського — поганим композитором;
- під час бійки заявив, що «буття не завжди визначає свідомість»[5];
- не згоден з висловлюванням Енгельса про те, що «Ньютон — індуктивний осел».[6]

Після суду був переведений в Норильськ і призначений на роботу на металургійний комбінат інженером Теплоконтролю. Навесні 1943 за станом здоров'я був переведений на роботу в Геологічне управління Норильського комбінату інженером-геофізиком.  До березня 1945 працював виконробом експедиції на Хантайському озері і начальником Північного магніторозвідувального загону Нижньо-Тунгуської геологічної експедиції.
14 грудня 1946 за клопотанням колег-астрономів звільнений умовно-достроково, як талановитий вчений, а 21 лютого 1958 повністю реабілітований.
У 1947 захистив докторську дисертацію на тему «Джерела зоряної енергії та теорія внутрішньої будови зірок».
1957 року одружився з вченою-археологом Козирєвою Риммою Василівною. У подружжя народилося двоє синів: Дмитро (1958) і Федір (1961).
До 1958 працював у Кримській астрофізичній обсерваторії АН СРСР, потім у Пулковській обсерваторії .

## Наукова діяльність
Основні наукові праці присвячені фізиці зірок, дослідженню планет і Місяця.  Розробив теорію протяжних зоряних атмосфер і встановив ряд особливостей випромінювання, що виходить з них (1934, ця теорія була узагальнена С.Чандрасекаром і отримала назву теорії Козирєва—Чандрасекара).  Розробив теорію сонячних плям при припущенні, що пляма перебуває у променевій рівновазі з навколишньою фотосферою.  Виявив в спектрі темної частини диска Венери емісійні смуги, дві з яких були приписані молекулярному азоту (1953).
Отримав спектрограми місячного кратера Альфонс, що вказують на вихід газів (молекулярного водню і вуглецю) з центральної гірки кратера, що стало доказом вулканічної активності Місяця.  Явище вулканічної діяльності на Місяці як наукове відкриття внесено в Державний реєстр наукових відкриттів СРСР під № 76 з пріоритетом від 3 листопада 1958.
Передбачив відсутність магнітного поля у Місяця за кілька років до перших космічних експедицій до нього (в 1959 це передбачення було підтверджено вимірами, зробленими станцією «Луна-1»).  Виявив водень в атмосфері Меркурія (1963) на підставі порівняльного вивчення контурів ліній водню в спектрах Меркурія і Сонця.  Зробив висновок про високу температуру (до 200 000 К ) в центрі Юпітера.
Розробив основи і успішно намагався підтвердити експериментальними даними фундаментальну теорію, що описує поведінку фізичного часу («Причинна механіка»). Приводом для роздумів про роль фізичного часу в житті зоряної матерії послужили оцінки енерговиділення зірками, яке не може пояснюватися термоядерними реакціями в них.
На його думку, "дзеркала з алюмінієвим покриттям виявилися здатними відображати і фокусувати «потоки часу». При дзеркальному відображенні ХІД часу, як псевдоскаляр, змінює знак. Тому Світ із зворотною течією часу повинен бути рівноцінний нашому Світові, відбитому в дзеркалі. ... Досліди показали, що відбиватися дзеркалом може тільки дія випромінюючих час процесів..."

### «Причинна механіка» і псевдонауковці
Останнім часом з'явилася велика кількість статей і праць, приписуваних Миколі Козирєву, а також посилань на неіснуючі роботи або неіснуючі твердження Миколи Козирєва.  Часто в цих матеріалах, виконаних у містичному дусі, містяться «докази» існування таких явищ як «надсвітові сигнали», «торсіонні поля», «розум всесвіту».  Подібних робіт Микола Олександрович Козирєв ніколи не видавав.

### Праці
- Причинная или несимметричная механика в линейном приближении. Пулково, 1958. [Архівовано 3 Листопада 2011 у Wayback Machine.]
- Избранные труды / Н. А. Козырев; [Предисл. А. Н. Дадаева, с. 5-48. Послесл. Л. С. Шихобалова, с. 410—431]; ЛГУ. — Л.: Изд-во ЛГУ, 1991. — 443,[2] с. ISBN 5-288-00626-1
- Козырев Н. А., Насонов В. В. Проблемы исследования Вселенной, Вып.9, (1980)
- «Неизведанный мир» размышления учёного. // Журнал."ОКТЯБРЬ" № 7 изд. «Правда» с. 183—192.
- Козырев Н. А., Насонов В. В. «Об исследованиях физических свойств времени»  [Архівовано 4 Жовтня 2011 у Wayback Machine.]
- Время и жизнь. // Тезисы докладов VI Украинской республиканской конференции по бионике. — Ужгород, 1981. С. 145—146
- Козырев H.А., Насонов В. В. Новый метод определения тригонометрических параллаксов на основе измерения разности между истинным и видимым положением звезды. — Проблемы исследования Вселенной, 1978,7,с.168-179. [Архівовано 13 Лютого 2011 у Wayback Machine.]
- Астрономическое доказательство реальности четырёхмерной геометрии Минковского. — Проблемы исследования Вселенной, 1982, 9. с.85-93. [Архівовано 31 Жовтня 2014 у Wayback Machine.]
- Тезисы диссертации на соискание ученой степени доктора физико-математических наук «Теория внутреннего строения звезд как основа исследования природы звездной энергии» / Ленинградский государственный университет. — Л., <1947>. — 4 с.
- Внутреннее строение звезд на основе наблюдательных данных //Вестник Ленинградского университета. — 1948. — N 11. — С. 32 — 35.
- [Архівовано 27 Березня 2014 у Wayback Machine.] Источники звездной энергии и теория внутреннего строения звезд // Известия Крымской астрофизической обсерватории. — 1948. — Т. 2. — С. 3 — 43.
- Теория внутреннего строения звезд и источники звездной энергии // Известия Крымской астрофизической обсерватории. — 1951. — Т. 6. — С. 54 — 83. [Архівовано 31 Жовтня 2014 у Wayback Machine.]
- Kozyrev Nikolai. Sources of Stellar Energy and the Theory of the Internal Constitution of Stars // Progress in Physics, October, 2005, V. 3, Р. 61-99
- Козырев Н. А. Избранные труды — Л.: Изд-во Ленинградского университета, 1991. — 447 с

## Відзнаки та пам'ять
Нагороджений золотою медаллю Міжнародної академії астронавтики (1970).
Іменем Козирєва називані 
- мала планета 2536 Козирєв (2536 Kozyrev), відкрита Г.М.Неуйміним 15 серпня 1939 у Сімеїзькій обсерваторії;
- кратер Козирєв на Місяці;
- теорія Козирєва—Чандрасекара про променеву рівновагу фотосфери зірок.

## Виноски
1. ↑  Козирєв // Астрономічний енциклопедичний словник / за заг. ред. І. А. Климишина та А. О. Корсунь. — Львів : Голов. астроном. обсерваторія НАН України : Львів. нац. ун-т ім. Івана Франка, 2003. — С. 220. — ISBN 966-613-263-X.
2. ↑  Справка КГБ о судьбе пулковских астрономов. Архів оригіналу за 29 Червня 2011. Процитовано 7 Листопада 2011.
3. ↑  И. Шкловский. Эшелон. Архів оригіналу за 4 Листопада 2011. Процитовано 7 Листопада 2011.
4. ↑  Анатолий Львов. Бунтарь, еретик, мыслитель. Астроном и астрофизик Николай Козырев. Архів оригіналу за 6 Травня 2009. Процитовано 7 Листопада 2011.
5. ↑  Спростування відомого висловлювання з роботи Карла Маркса «До критики політичної економії»
6. ↑  Анекдотичну версію наводить Сергій Довлатов у своїй книзі «Соло на ундервуде» [Архівовано 28 Березня 2010 у Wayback Machine.]: Козирєв засуждений за те, що намагався угнати з Росії на Захід річку Волга
7. ↑  Козирєв  — один з персонажів книги «Норильські оповідання» Сергія Снегова: Норильские рассказы. Сергей Александрович Снегов. Москва, Издательство «Советский писатель», 1991
8. ↑  Чубарова (Козирєва) Римма Василівна [Архівовано 28 Березня 2020 у Wayback Machine.] на сайті «Марійська історія в особах»
9. ↑  Мартынов Д. Я. Курс общей астрофизики — 4-е изд. — М.: Наука, 1988. — С. 528. — 640 с. — ISBN 5-02-013875-4
10. ↑  Климишин І. А. Історія астрономії. — Івано-Франківськ : видавництво ІФТКДІ, 2000. — С. 616. — 520 прим. — ISBN 966-7365-89-1.
11. ↑  Научные открытия России. Архів оригіналу за 22 Квітня 2012. Процитовано 7 Листопада 2011.
12. ↑  http://www.nkozyrev.ru/mechanics/001.php [Архівовано 10 Серпня 2011 у Wayback Machine.] Н. А. КОЗЫРЕВ. Астрономические наблюдения посредством физических свойств времени. Главная астрономическая обсерватория АН СССР, Пулково, СССР
13. ↑  http://www.univer.omsk.su/omsk/Sci/Kozyrev/vsp0.win.htm [Архівовано 30 Серпня 2011 у Wayback Machine.] Биография Н. А. Козырева
14. ↑  Проблемы исследования Вселенной, Вспыхивающие звезды: Труды симпозиума, приуроченного к открытию 2,6 м телескопа Бюраканской астрофизической обсерватории. Бюракан, 5-8 октября 1976 года. — Ереван, 1977, М. — Л. с.209-227.
15. ↑  Сайт присвячений Миколі Олександровичу Козирєву, експерименти з перевірки у Новосибірську. Архів оригіналу за 10 Серпня 2011. Процитовано 7 Листопада 2011.
16. ↑  «Предвидение Козырева» П. А. Зныкин (PDF). Архів оригіналу (PDF) за 12 травня 2012. Процитовано 12 травня 2012.
17. ↑  «Предвидение Козырева. Приложение I» П. А. Зныкин (PDF). Архів оригіналу (PDF) за 13 травня 2012. Процитовано 13 травня 2012.